# SonReb-Methode
Die SonReb-Methode (abgekürzt für Sonic Rebound) ist eine kombinierte In-situ-Messung an Beton, um die Druckfestigkeit zu bestimmen. Es wird die Bestimmung der Ultraschall-Ausbreitungsgeschwindigkeit (Sonic) mit Sklerometrie (Oberflächenhärte, Messung mit Rückprallhammer nach Schmidt, daher Rebound) verbunden und Erfahrungswerte der Korrelationen der gemessenen Werte mit der Druckfestigkeit für die Auswertung verwendet. Die Methode wird häufig in Italien angewandt, wo sie genormt ist. Im Folgenden wird das Verfahren gemäß italienischer Norm beschrieben.
Die Methode wurde in der Region Toskana entwickelt, um die Betonfestigkeit für Fragen der Erdbebensicherheit schnell in situ bestimmen zu können (Seismic Vulnerability of RC Buildings project, 2004).
Es müssen dabei verschiedene Einflussfaktoren berücksichtigt werden um korrekte Rückschlüsse auf die Druckfestigkeit ziehen zu können, wie das Alter des Betons, der Feuchtigkeitsgehalt, die Zusammensetzung des Betons und die unterschiedliche Konsistenz von Oberflächenbeton und Beton im Volumen (die Ultraschallmessung ist eine Messung im Volumen). Der sklerometrische Rückprallindex {\displaystyle S} steigt mit dem Alter des Betons, während die Ultraschallgeschwindigkeit {\displaystyle v} abnimmt. Mit zunehmendem Feuchtigkeitsgehalt wird der sklerometrische Index {\displaystyle S} unterschätzt und die Geschwindigkeit überschätzt.
Für die Korrelation werden Formeln des Typs
{\displaystyle R_{c}=aS^{b}v^{d}}
verwendet mit der Zylinder- oder Würfeldruckfestigkeit des Betons {\displaystyle R_{c}}, dem Rückprallindex {\displaystyle S} und der Ultraschallgeschwindigkeit {\displaystyle v}. Die Parameter {\displaystyle a,b,d} werden experimentell bestimmt und hängen von den Werkstoffeigenschaften ab, z. B. der Zusammensetzung des Betons. Daher werden zunächst Betonproben zerkleinert und Ultraschallgeschwindigkeit und Rückprallindex ermittelt, anschließend werden mit der Methode der kleinsten Quadrate die Parameter der Formel bestimmt. Die Zylinder- oder Würfeldruckfestigkeit wird wie üblich durch einen Druckversuch destruktiv ermittelt. Die Kalibrierung der Methode auf diese Weise ist in der italienischen Norm vorgeschrieben.
Sind die Parameter bestimmt, können am Bauwerk mit der Methode zerstörungsfreie Tests durchgeführt werden, in dem man lokal Ultraschallgeschwindigkeit (Mittelwert aus drei Messungen nach italienischer Normung) und Rückprallindex (Mittelwert aus zehn Messungen) bestimmt.
2007 und 2009 ausgeführte statistische Analysen zeigten aber die große Schwankungsbreite der Methode auch bei Messungen am selben Bauwerk.
Die Rückprallhammer-Methode wurde auch in Deutschland verwendet. In Italien wird sie auch mit einem anderen In-situ-Verfahren, der Windsor-Sonde, kombiniert.